# Gęsiki
Gęsiki (niem. Meistersfelde) – wieś w Polsce, położona w województwie warmińsko-mazurskim, w powiecie kętrzyńskim, w gminie Barciany.
W latach 1975–1998 wieś administracyjnie należała do województwa olsztyńskiego.

## Integralne części wsi
| SIMC    | Nazwa           | Rodzaj     |
| ------- | --------------- | ---------- |
| 0469174 | Gęsiniec Wielki | przysiółek |
| 0469180 | Gościeradowo    | przysiółek |

## Nazwy fizjograficzne
Gęsiniec Mały, Gąska, (niem. Kleine Gans) bagno na północ od wsi Gęsiki.
Gęsiniec Wielki, Gęś, (niem. Grosse Gans) bagno na zachód od wsi Gęsiki.

## Historia
Na terenie wsi (przed 1945) zlokalizowano cmentarzysko z okresu lateńskiego.
Wieś założył komtur Pokarmina Erwin von Stockheim w roku 1353. Zasadźcą wsi na prawie chełmińskim był Heynman Schmiede, który otrzymał 32 włóki do zasiedlenia. Osadnicy mieli dziesięć lat wolnizny. Po tym okresie obowiązywał czynsz pół grzywny i w naturze dwie kury od włóki. Wieś dzierżawiła także mokradła za które płaciła czynsz w wysokości 8,5 skojca. Część bagna została osuszona jeszcze na początku XV w.. W roku 1437 mieszkańcy Gęsik płacili osobny czynsz od 3,5 włóki w wysokości jednej grzywny i ośmiu skojców. W tymże roku zniesiona została danina z kur.
Przed 1945 w Gęsikach była szkoła jednoklasowa, w budynku wybudowanym w 1880 r. Szkoła powstała tu w roku 1808, było w niej wówczas 20 uczniów.
W połowie XIX w. we wsi postawiano drewniany wiatrak, w którym mielono zboże jeszcze w pierwszej połowie XX w.
Gęsiki są wsią sołecką, do sołectwa Gęsiki należą jeszcze wsie: Gęsiniec Wielki i Główczyno.

## Demografia
W roku 1817 w Gęsikach było 21 domów.
Liczba mieszkańców: w roku 1817 – 151 osób, w 1925 – 331, w 1939 – 312, w 1970 – 174.